# Miyaki
Miyaki (みやき町?) è una cittadina giapponese della prefettura di Saga.